# كلاركسفيل (ميشيغان)
كلاركسفيل (بالإنجليزية: Clarksville, Michigan)‏ هي منطقة سكنية تقع في الولايات المتحدة في مقاطعة إونيا. يقدر عدد سكانها بـ 394 نسمة ومساحتها 1.29 كم2 وترتفع عن سطح البحر 251 متر.

## التركيبة السكانية
قام مكتب تعداد الولايات المتحدة بتحديد بيانات التركيبة السكانية لكلاركسفيل في تعداد الولايات المتحدة. في ما يلي، التركيبة السكانية حسب تعدادي 2000 و2010.

### تعداد عام 2000
بلغ عدد سكان كلاركسفيل 1,441 نسمة بحسب تعداد عام 2000، وبلغ عدد الأسر 581 أسرة وعدد العائلات 393 عائلة مقيمة في المدينة. في حين سجلت الكثافة السكانية 1,056.0 نسمة لكل ميل مربع (407.7/كم2). وبلغ عدد الوحدات السكنية 611 وحدة بمتوسط كثافة قدره 447.8 نسمة لكل ميل مربع (172.9/كم2).
وتوزع التركيب العرقي للمدينة بنسبة 99.03% من البيض و 0.07% من الأمريكيين الأصليين و 0.21% من الأمريكيين ذوي الأصول الآسيوية و 0.56% من عرقين مختلطين أو أكثر.
بلغ عدد الأسر 581 أسرة كانت نسبة 32.9% منها لديها أطفال تحت سن الثامنة عشر تعيش معهم، وبلغت نسبة الأزواج القاطنين مع بعضهم البعض 55.2% من أصل المجموع الكلي للأسر، ونسبة 8.8% من الأسر كان لديها معيلات من الإناث دون وجود شريك، وكانت نسبة 32.2% من غير العائلات. تألفت نسبة 28.7% من أصل جميع الأسر من أفراد ونسبة 17.7% كانوا يعيش معهم شخص وحيد يبلغ من العمر 65 عاماً فما فوق. وبلغ متوسط حجم الأسرة المعيشية 2.91، أما متوسط حجم العائلات فبلغ 2.38.
وكانت نسبة 25.0% من القاطنين تحت سن الثامنة عشر، وكانت نسبة 6.4% بين الثامنة عشر والأربعة وعشرون عاماً، ونسبة 26.6% كانت واقعةً في الفئة العمرية ما بين الخامسة والعشرون حتى والأربعة وأربعون عاماً، ونسبة 20.5% كانت ما بين الخامسة والأربعون حتى الرابعة والستون، ونسبة 21.6% كانت ضمن فئة الخامسة والستون عاماً فما فوق. يوجد لكل 100 أنثى 85.2 ذكر، ويوجد لكل 100 أنثى في الثامنة عشر من عمرها فما فوق 82.0 ذكر.
بلغ متوسط دخل الأسرة في المدينة 32,857 دولار، أما متوسط دخل العائلة فبلغ 37,457 دولار. وكان متوسط دخل الذكور 28,795 دولار مقابل 20,821 دولار للإناث. وسجل دخل الفرد الخاص بالمدينة 14,811 دولار. وكانت نسبة 8.2% من العائلات ونسبة 9.7% من السكان تحت خط الفقر، وكان من هؤلاء نسبة 13.3% تحت سن الثامنة عشر ونسبة 9.6% في الخامسة والستين من العمر وما فوق.

### تعداد عام 2010
بلغ عدد سكان كلاركسفيل 394 نسمة بحسب تعداد عام 2010، وبلغ عدد الأسر 164 أسرة وعدد العائلات 102 عائلة مقيمة في القرية. في حين سجلت الكثافة السكانية 788.0 نسمة لكل ميل مربع (304.2/كم2). وبلغ عدد الوحدات السكنية 182 وحدة بمتوسط كثافة قدره 364.0 لكل ميل مربع (140.5/كم2).
وتوزع التركيب العرقي للقرية بنسبة 94.7% من البيض و 0.3% من الأمريكيين الأصليين و 2.0% من الأمريكيين ذوي الأصول الآسيوية و 0.5% من الأمريكيين الأفارقة و 2.3% من عرقين مختلطين أو أكثر.
بلغ عدد الأسر 164 أسرة كانت نسبة 36.6% منها لديها أطفال تحت سن الثامنة عشر تعيش معهم، وبلغت نسبة الأزواج القاطنين مع بعضهم البعض 48.8% من أصل المجموع الكلي للأسر، ونسبة 7.3% من الأسر كان لديها معيلات من الإناث دون وجود شريك، بينما كانت نسبة 6.1% من الأسر لديها معيلون من الذكور دون وجود شريكة وكانت نسبة 37.8% من غير العائلات. تألفت نسبة 31.7% من أصل جميع الأسر من أفراد ونسبة 20.7% كانوا يعيش معهم شخص وحيد يبلغ من العمر 65 عاماً فما فوق. وبلغ متوسط حجم الأسرة المعيشية 3.01، أما متوسط حجم العائلات فبلغ 2.40.
بلغ العمر الوسطي للسكان 32.4 عاماً. وكانت نسبة 25.4% من القاطنين تحت سن الثامنة عشر، وكانت نسبة 7.8% بين الثامنة عشر والأربعة وعشرون عاماً، ونسبة 30.7% كانت واقعةً في الفئة العمرية ما بين الخامسة والعشرون حتى والأربعة وأربعون عاماً، ونسبة 20.6% كانت ما بين الخامسة والأربعون حتى الرابعة والستون، ونسبة 15.5% كانت ضمن فئة الخامسة والستون عاماً فما فوق. وتوزع التركيب الجنسي للسكان بنسبة 53.6% ذكور و46.4% إناث.